# Matching Mole
Matching Mole byla britská progresivní rocková skupina. Skupinu založil Robert Wyatt v roce 1971, když odešel ze Soft Machine. Dále ve skupině působili Dave Sinclair (klávesy), Phil Miller (kytara) a Bill McCormick (baskytara). Po vydání prvního alba s názvem Matching Mole (duben 1972) Sinclair odešel a nahradil ho Dave McRae (ten rovněž hrál na prvním albu jako host). Druhé album s názvem Little Red Record vyšlo v listopadu 1972 a jako host se na něm podílel Brian Eno. Zatímco první album si skupina produkovala sama, to druhé produkoval Robert Fripp.

## Diskografie
Studiová alba
- Matching Mole (1972)
- Little Red Record (1972)

Ostatní alba
- BBC Radio 1 Live in Concert (1995)
- Smoke Signals (2001)
- March (2002)
- On the Radio (2007)